# Karl Robert Langewiesche

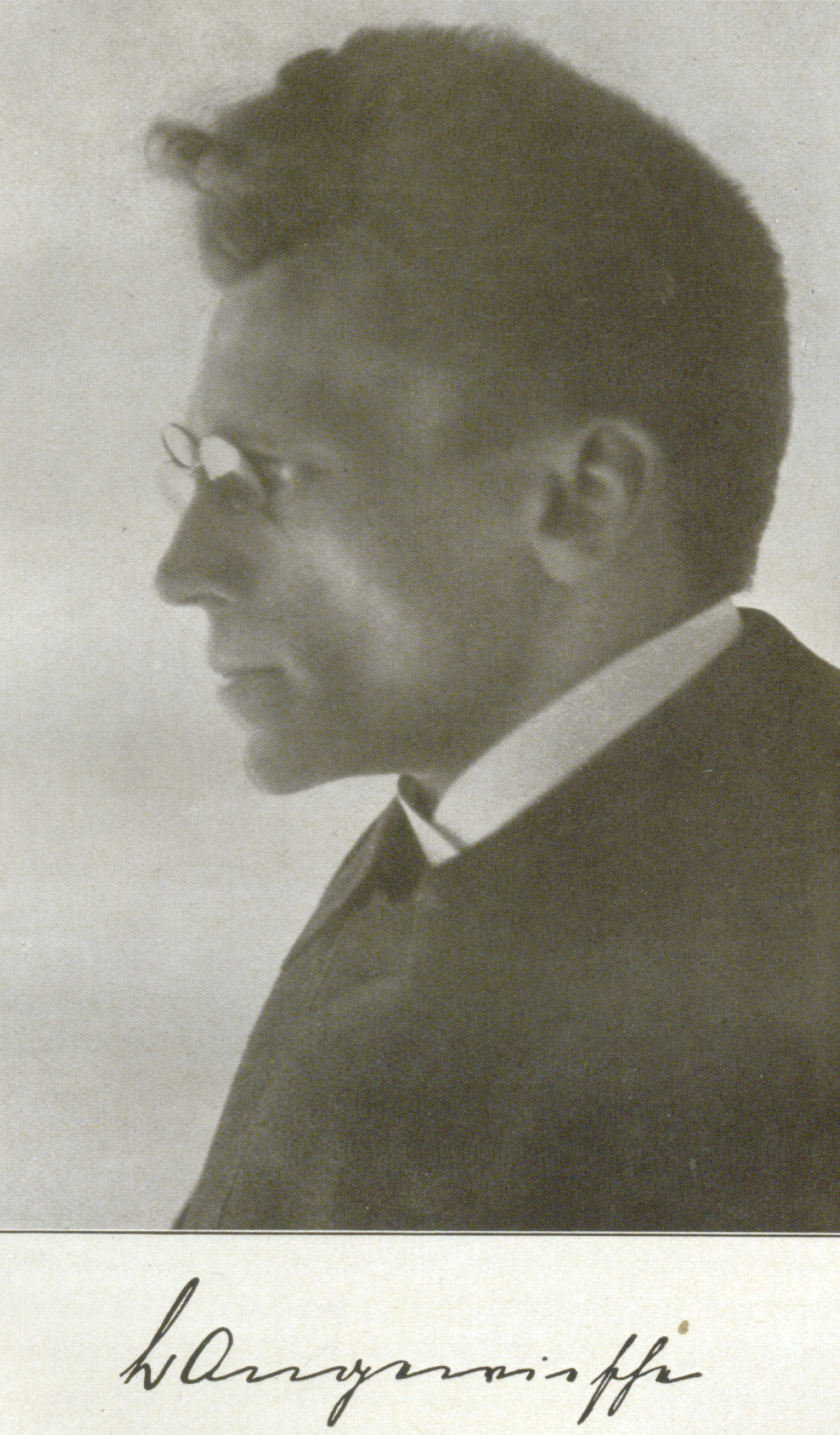
Karl Robert Langewiesche, um 1925

Karl Robert Langewiesche (* 18. Dezember 1874 in Rheydt; † 12. September 1931 in Königstein im Taunus) war ein deutscher Verleger. Er gründete 1902 in Düsseldorf den Verlag Langewiesche.

## Herkunft
Schon sein Großvater Wilhelm Langewiesche (* 4. Dezember 1807; † 24. März 1884) war Verleger und Schriftsteller. Seine Eltern waren der Buchhändler Wilhelm Robert Langewiesche und dessen Ehefrau Dorothee Schrader, die Tochter eines westfälischen Landarztes. Der Schriftsteller Wilhelm Langewiesche war sein Bruder, sein Bruder Ludwig war Druckereibesitzer.

## Leben
Langewiesche gründete am 5. Mai 1902 in Düsseldorf seinen Verlag mit dem Ziel, „vornehme Massenartikel zu niedrigsten Preisen“ zu produzieren, um so „gerade den breiten Massen, denen, die man die Ungebildeten nennt, durch meine Arbeit dienen zu dürfen“. Das Konzept wurde schnell erfolgreich, nicht zuletzt dank Langewiesches fortschrittlichen Vermarktungsmethoden. Er gilt sowohl als Erfinder des Schaufensterplakats als auch des „werbenden Schutzumschlages“, einer konsequenten Fortentwicklung des Klappentextes für Bücher.
Zunächst widmeten sich seine Bücher den Themen Lebensgestaltung und Weltanschauung. 1907 schuf er die Gruppe der Kunstbücher und Fotobildbände, für die er 1907 den neuen Typ des billigen, dabei qualitativ erstklassigen illustrierten Buches entwickelte. Ab 1911 verwendete er die Markenbezeichnung Die Blauen Bücher, nachdem seine Bücher schon seit 1902 mit blauen Schutzumschlägen ausgestattet waren, auf die – 1902 ein Novum in der Branche – Werbetexte aufgedruckt waren.
1909 heiratete Langewiesche Stefanie Rampelmann (1878–1956), die in Stuttgart und Düsseldorf Graphik studiert hatte. Die Ehe blieb kinderlos.
1913 übersiedelte der Verlag Langewiesche nach Königstein im Taunus. Dort hatte Architekt Kurt Friedenberg für Verlag und Verleger das Haus Langwiesche erbaut, das heute unter Denkmalschutz steht.
Zum 25. Verlagsjubiläum, 1927, gründete er unter dem Motto Das Gute für Alle die noch billigere Buchreihe Der Eiserne Hammer (1949 umbenannt in Langewiesche Bücherei) mit roten Schutzumschlägen.
Nach dem Tod Langewiesches wurde der Verlag von seiner Witwe, Stefanie Langewiesche, weitergeführt, assistiert von Hans Köster (1902–1996), der seit 1927 im Verlag tätig war.
Sein älterer Bruder Wilhelm Langewiesche (1866–1934) gründete 1906 einen eigenen Verlag mit dem Namen Langewiesche-Brandt.